# Hamsat Shadalov
Hamsat Shadalov (* 14. Oktober 1998 in Grosny, Tschetschenien, Russland) ist ein deutscher Boxer im Bantamgewicht.

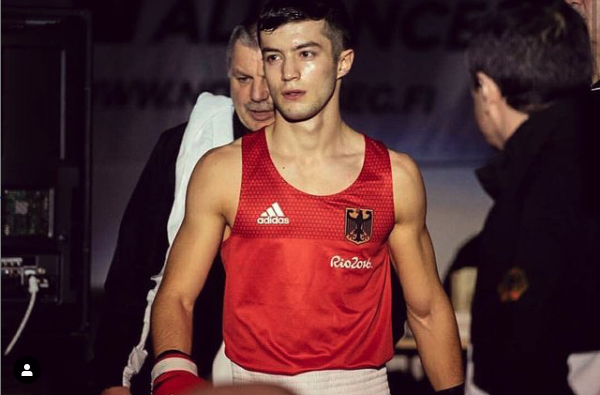
Hamsat Shadalov (2019)

## Werdegang
Hamsat Shadalov kam als Dreijähriger mit seinen Eltern nach Deutschland. Er ist 1,73 m groß, trainiert im Verein Boxring Eintracht Berlin und ist Mitglied der Sportfördergruppe der Bundeswehr.
2015 wurde er Deutscher Jugendmeister im Halbfliegengewicht und gewann eine Bronzemedaille bei den Jugend-Europameisterschaften in Kołobrzeg. 2016 wurde er erneut Deutscher Jugendmeister, diesmal im Fliegengewicht, und startete bei den Jugend-Weltmeisterschaften in Sankt Petersburg, wo er im Achtelfinale gegen Hayato Tsutsumi ausschied.
2017 wurde er im Bantamgewicht jeweils Deutscher Meister der U21 und auch in der Elite-Klasse. Zudem wurde er 2018 und 2019 auch Deutscher Meister im Leichtgewicht. Bei den U22-Europameisterschaften 2018 in Târgu Jiu und den U22-Europameisterschaften 2019 in Wladikawkas schied er jeweils vor dem Erreichen der Medaillenränge aus.
2019 nahm er an den Europaspielen in Minsk teil, wo er nach einer Viertelfinalniederlage gegen Gabil Mamedow einen 5. Platz erreichte.
Im Dezember 2019 gewann er die nationale Olympiaqualifikation in Kienbaum, wobei er Murat Yıldırım, Sharafa Raman und Oleksii Kozolok besiegen konnte. Im März 2020 nahm er dann auch an der europäischen Olympiaqualifikation in London teil und besiegte Anton Charnamaz sowie Kurt Walker, ehe das Turnier aufgrund der COVID-19-Pandemie unterbrochen wurde. Bei der Fortsetzung der Qualifikation im Juni 2021 in Paris schied er knapp mit 2:3 gegen den späteren Gewinner Albert Batyrgasijew aus, erhielt jedoch noch einen Startplatz für die 2021 in Tokio ausgetragenen Olympischen Spiele. Beim olympischen Boxturnier schied er in der Vorrunde knapp mit 2:3 gegen den Argentinier Mirco Cuello aus.

## Turnierergebnisse (Auswahl)
- März 2021: 3. Platz Cologne World Cup in Deutschland[11]
- Dezember 2020: 2. Platz Cologne World Cup in Deutschland[12]
- März 2019: 1. Platz Tammer Tournament in Finnland[13]
- Juni 2018: 3. Platz Chemiepokal in Deutschland[14]
- April 2018: 3. Platz Beogradski Pobednik Tournament in Serbien[15]
- Juni 2017: 1. Platz Slovakia Cup in der Slowakei[16]